# Губерт, Владислав Осипович
Владисла́в О́сипович (Ио́сифович) Гу́берт (нем. Wladislaw Gubert ) (февраль 1863, Каменец-Подольский, Подольская губерния — декабрь 1941, Ленинград) — русский доктор медицины, действительный статский советник. Один из первых российских детских врачей — основоположников петербургской педиатрической школы. Главный врач Санкт-Петербургского Воспитательного дома; приват-доцент кафедры детских болезней Императорской военно-медицинской академии, председатель Русского общества охранения народного здравия. Происходит из семьи обрусевших немцев.

## Биография
Родился в мещанской семье, сведений о которой обнаружить не удалось. После окончания гимназии оказался в Казани, где в 1887 году окончил медицинский факультет Императорского Казанского университета. Был выпущен лекарем с зачислением Земельным врачом по Казанской губернии. С 1889 года он одновременно преподавал в Казанской фельдшерской школе и возглавил Губернский оспопрививательный институт. В эти годы В. О. Губерт отличился в борьбе с эпидемиями тифа, холеры и оспы. Результаты своей деятельности на поприще этой борьбы Владислав Осипович изложил в своих первых печатных работах.
В 1893 году В. О. Губерт переехал в Петербург, где получил должность временного санитарного врача и занялся частной практикой. Уже на следующий год он был принят сначала сверхштатным, а с 1896 года штатным врачом грудного отделения Санкт-Петербургского Воспитательного дома, где сотрудничал с такими известными педиатрами, как А. Д. Зотов, Н. К. Вяжлинский. В это же время, сначала под руководством профессора Н. И. Быстрова, затем профессора Н. П. Гундобина он начал работу над диссертацией «Клиническое течение вакцинного процесса и его главнейшие уклонения у человека», которую успешно защитил в Военно-медицинской академии в 1898 году.
В том же году В. О. Губерт увлёкся вопросами вскармливания грудных детей. Этот интерес привёл его в Школу кухонного искусства Российского общества охраны народного здравия (РООНЗ), где он вскоре оказался в составе совета и занял должность секретаря. Почти одновременно, вместе с другими педиатрами Воспитательного дома, включая его главного врача М. Д. Ван Путерена, Владислав Осипович вошёл в штат Лечебницы для хронических больных детей Благотворительного общества попечения о бедных и больных детях, располагавшейся в доме № 75 по Большому пр. В. О. В 1900 году В. О. Губерт был избран приват-доцентом по кафедре детских болезней ВМА, а в 1901 году возглавил Гигиенический музей РООНЗ в Дмитриевском пер., д. № 15.
В 1898 году Губерт В.О принимал активное участие в работе Первого Всероссийского съезда деятелей по климатологии, гидрологии и бальнеологии проходившего в период с 11 по 16 декабря в С-Петербурге. Он был избран cекретарём и rазначеем Правления съезда. По результатам работы Съезда в 1899 г. были изданы «Труды Высочайше утверждённого Первого Всероссийского съезда деятелей по климатологии, гидрологии и бальнеологии» в двух томах (Том 1 — 850 с., том — 2 — 706 с.) Всего труды содержат 122 полнотекстовых доклада. Губерту В. О. принадлежит основная заслуга в редактировании трудов съезда и их издании. Губерту В. О. принадлежит работа "История возникновения настоящего Съезда и подготовительная деятельность " опубликованная в Трудах Высочайше утверждённого Первого всероссийского съезда деятелей по климатологии, гидрологии и бальнеологии. — СПб.,1900.-Т.1.-С.XLVI-LIII.
1903 год ознаменовался для В. О. Губерта назначением на должность старшего врача Воспитательного дома. Тогда же он возглавил созданный двумя годами раньше доктором Б. А. Оксом Городской оспопрививальный институт Опыт Окса оказался не вполне удачным. Институт располагался в д. 30 по Большой Морской и здесь не удалось организовать работу на должном уровне. В этих условиях обратились к В. О. Губерту, который уже имел опыт организации подобного института в Казани. С его приходом институт переехал в более просторное помещение сначала на Вознесенский проспект в дом № 40, а затем в Демидов пер., д. № 5/29. Одновременно Владислав Осипович добился разрешения организовать при институте первый в столице Городской приют для вскармливания недоносков. Именно здесь, в лаборатории института удалось впервые в России наладить промышленный выпуск живой коровьей противооспенной вакцины. До этого прививки осуществлялись по методу Дженнера ведением под кожу материала, взятого непосредственно от больной коровы. Для этой цели, например, в Воспитательный дом просто привозили больных животных прямо из сельской местности.
В 1908 году скончался главный врач Петербургского Воспитательного дома М. Д. Ван Путерен. Достойным преемником прославленного педиатра стал именно В. О. Губерт. К этому времени он по-прежнему руководил Городским приютом для недоносков и Оспопрививальным институтом, где был избран профессором; в качестве приват-доцента кафедры детских болезней преподавал в Военно-медицинской академии сначала под руководством профессора Н. П. Гундобина, а с 1908 года — профессора А. Н. Шкарина; входил в состав городской врачебно-санитарной комиссии; был председателем Русского общества охраны народного здравия, где одновременно руководил 4-м его отделом и осуществлял функции главного редактора одноимённого журнала. В конце 1909 года В. О. Губерт оказался среди главных вдохновителей и организаторов Первого Всероссийского съезда по борьбе с пьянством.
Стремительно развивавшаяся карьера одного из самых успешных педиатров столицы внезапно оборвалась на рубеже 1912—1913 годов. Опубликованная в 2006 году достаточно подробная официальная биография Владислава Осиповича заканчивается короткой фразой, вмещающей почти тридцатилетний период его жизни:

«В 1913 году В. О. Губерт тяжело заболел… Зимой 1941—1942 годов он умер от голода в блокадном Ленинграде».— 
 На самом деле произошло нечто иное. Практически одновременно В. О. Губерт был снят со всех должностей, и только профессор А. Н. Шкарин у себя на кафедре сохранил за ним должность приват-доцента, да и то лишь до 1915 года. Завесу приоткрывает В. П. Кравков, который, встретив В. О. Губерта в составе санитарной части Юго-Западного фронта, в своём военном дневнике за 1915 год цитирует слухи о возможных в прошлом нарушениях с его стороны на посту председателя санитарной комиссии Петербурга. Несколько неодобрительно, хотя по другому поводу и без ясных доказательств, в своих воспоминаниях отзывался о В. О. Губерте известный советский гигиенист З. Г. Френкель, которому были свойственны весьма жесткие оценки некоторых своих коллег.
Так или иначе, но в 1913 году В. О. Губерт был вполне здоров, в 1915 году оказался в Действующей армии на полях Первой мировой войны, после чего прожил ещё четверть века. Его преемником на посту директора Оспопрививального института оказался будущий академик АМН СССР Н. Ф. Гамалея, а приют для недоносков возглавил популярный петербургский педиатр Э. Э. Гартье.
После Октябрьской революции В. О. Губерт не упоминается в медицинских списках, да и коллеги его быстро забыли. Оказалось, что все эти годы он продолжал жить в Ленинграде, причём, по старому адресу, лишь со стороны созерцая успехи советского здравоохранения, в том числе в той области, развитию которой отдал столько сил.
Совершенно неожиданно имя Владислава Осиповича обнаружилось в штате Института киноинженеров, который был открыт в Петрограде в 1918 году. Выяснилось, что до самой смерти В. О. Губерт преподавал здесь математику и статистику на факультете звукового кино. Существуют основания считать, что он выполнял в институте и обязанности врача, но теперь это было всё, что связывало его с медициной на протяжении последних двух десятилетий жизни.
Владислав Осипович Губерт скончался от голода и истощения в возрасте 78 лет, в декабре 1941 года, не пережив самой тяжёлой первой блокадной зимы, и был похоронен в братской могиле на Серафимовском кладбище.
Никаких сведений о семье В. О. Губерта обнаружить не удалось. Нет даже уверенности, что он был когда-либо женат.

## Адреса в Петербурге
Впервые приехав в Петербург, В. О. Губерт поселился в небольшой квартирке в д. № 3 в Прачечном пер., откуда через год перебрался в. д. № 3 но уже по Пушкинской ул. С 1895 по 1901 гг. Владислав Осипович снимал квартиру в д. № 88 на Невском проспекте. В 1906 году он поселился в просторной квартире в д. № 15 по Малой Дворянской ул., но в 1913 году после драматичного выхода в отставку был вынужден снять более скромное жильё на Большой Монетной ул., в д. № 22. Здесь он прожил до самой смерти, правда в 1923 году улица была переименована в ул. Скороходова.

## Некоторые научные труды
- Дженнер Э. О. О происхождении (начале) прививания вакцины. / Пер. с англ. В. Губерта. — Казань, 1888.
- Губерт В. О. Оспа и оспопрививание в Казанской губернии. — Казань: тип. губернского правления, 1891.
- Губерт В. О. Ветренная оспа = (Varicella). Её прививаемость и отношение к коровьей (вакцине) и натур., человеческой. оспе / Чит. в заседании О-ва врачей при Имп. Казан. ун-те 26 февр. 1892 г. Изд. вновь просмотр. автором / Соч. В.О. Губерта, зав. Губ. оспопрививательным ин-том. — Казань: тип. Имп. ун-та, 1892. — 46 с.
- Губерт В. О. Холерная эпидемия и меры борьбы с нею в Казанской губернии. / Систематический свод мероприятий в 1885-1892 гг. — Казань: тип. губернского правления, 1892. — 124 с.
- Губерт В. О. Оспа и оспопрививание (Рисунки по ориг. Э. Дженнера исполнены в Экспедиции заготовления гос. бумаг) / Соч. В.О. Губерта. - Юбил. изд. Ч. 1. — СПб., 1896. — 27 с. — (Рус. о-во охранения нар. здравия, сост. под почет. председательством е. и. выс. вел. кн. Павла Александровича).
- Губерт В. О. О чествовании в России 2/14 мая 1896 года столетней годовщины открытия Э. Дженнером вакцинации (предохранительного прививания коровьей оспы). / Докл., чит. в 1 секции Рус. о-ва охранения нар. здравия 14 февр. 1895 г. д-ром В.О. Губертом. — СПб.: тип. П.П. Сойкина, 1896. — 24 с.
- Губерт В. О. Оспа и оспопрививание. Том 1. / Исторический очерк до XIX столетия. — СПб.: Типография П. П. Сойкина, 1896. — 533 с.
- Губерт В. О. Исторический очерк деятельности Императорского С.-Петербургского воспитательного дома в распространении оспопрививания в России / Сост. по поручению администрации Имп. С.-Петерб. воспитат. дома в память "чествования столетней годовщины открытия вакцинации Э. Дженнером". — СПб.: Типография П. П. Сойкина, 1897. — 69 с.
- Губерт В. О. Клиническое   течение   вакцинного   процесса  и его главнейшие уклонения у человека. / Дис. на степ. д-ра мед. — СПб., 1898. — 108 с.
- Губерт В. О. История возникновения настоящего Съезда и подготовительная деятельность / Труды Высочайше утвержденного Первого всероссийского съезда деятелей по климатологии, гидрологии и бальнеологии. — СПб., 1900. — Т. 1. — С. XLVI-LIII.
- Губерт В. О. Капля молока (Goutte de lait), как благотворительно-гигиеническая организация и участие в ней городских аптек / В.О. Губерт, прив.-доц. Имп. Воен.-мед. акад., зав. С.-Петерб. гор. приютом для преждевременно родившихся детей. — СПб.: тип. П.П. Сойкина, 1904. — 13 с.
- Губерт В. О. XXV лет научно-практической деятельности высочайше утверждённого Русского общества охранения народного здравия : Крат. ист. очерк / Сост. В.О. Губерт, секр. О-ва. — СПб.: тип. П.П. Сойкина, 1904. — 143 с.
- Губерт В. О. Об улучшении быта в медико-санитарном и продовольственном отношении строительных рабочих / Соч. Прив.-доц. В.О. Губерта, пред. IV Отд. О-ва охранения нар. здравия. — СПб.: тип. П.П. Сойкина, 1905. — 10 с. — (Рус. о-во охранения нар. здравия.).
- Губерт В. О. Методическое искусственное вскармливание грудных детей, особенно недоносков, козьим и коровьим молоком в учреждениях «Капли молока». — СПб., 1905. — 475 с. — (Рус. о-во охранения нар. здравия.).
- Губерт В. О. Деятельность Общества охранения народного здравия по борьбе с жилищной нуждой в С.-Петербурге. / Докл. прочит. в соед. заседании всех отд. О.О.Н.З. 26 янв. 1909 г. / Сочинение Прив.-доц. В.О. Губерта и д-ра мед. Г.И. Дембо. — СПб.: тип. П.П. Сойкина, 1910. — 31 с. — (Рус. о-во охранения нар. здравия.).
- Губерт В. О. Современное состояние вопроса о детской смертности в России и борьба с нею. — СПб., 1911. — 22 с. — (Рус. о-во охранения нар. здравия.).
- Губерт В. О. О кормилицах в С.-Петербургском воспитательном доме. — СПб., 1912. — 109 с. — (Рус. о-во охранения нар. здравия.).
- Губерт В. О. Оспа и обязательное оспопрививание в Финляндии по сравнению с Россией и заграницей. — СПб.: тип. П.П. Сойкина, 1915.

#### Доклады на заседаниях Общества детских врачей
| Об устройстве городских станций для приготовления детского молока | 27.03.1902 | Сравнительные наблюдения над искусственным вскармливанием козьим и коровьим молоком | 4.12.1902 |

## Вклад в педиатрию
Вклад В. О. Губерта в отечественную педиатрию до конца не оценён. Опубликованная в 4-м номере за 2006 год журнала «История Петербурга» биография Владислава Осиповича содержит факты, из которых не всё можно отнести на его счёт.
Так, В. О. Губерт действительно очень много сделал для разработки принципов искусственного вскармливания грудничков, хотя само вскармливание козьим и коровьем молоком детей раннего возраста широко и успешно применялось в Воспитательном доме ещё в первой половине XIX века, в бытность Ф. Ф. Деппа и А. Н. Никитина.
Вместе с профессорами Н. П. Гундобиным, А. Н. Шкариным, доктором М. Д. Ван Путереном и многими другими врачами в рамках «Союза для борьбы с детской смертностью в России» и общества «Капля молока» В. О. Губерт безусловно был причастен к обоснованию самой необходимости открытия пунктов выдачи детского питания «Капля молока», но не организовывал их, тем более на собственные средства. Этих средств у государственного служащего, не имеющего других источников дохода, кроме частной практики, просто никогда бы не хватило. В России первый пункт «Капля молока» был организован в 1901 году в Одессе известным педиатром А. О. Гершезоном, а в Петербурге в 1907 году — Е. П. Чеканской на 9-й Рождественской ул. д. 15.
Не причастен В. О. Губерт и к созданию системы «питомничества» при Воспитательном доме. По инициативе императрицы Марии Фёдоровны под названием «деревенская экспедиция» она функционировала в Воспитательном доме начиная с 1817 года и возглавлял её в те годы доктор А. Н. Никитин.
Пожалуй, главными заслугами В. О. Губерта стала организация Оспопрививального института, который вместе с Институтом Экспериментальной медицины, где в те же годы разрабатывались вакцины против бешенства и чумы, стал предтечей Ленинградского НИИ вакцин и сывороток, а также Городского приюта для вскармливания недоносков. Рассчитанный на 30 коек, этот приют оказался первым отечественным специализированным медицинским учреждением, которое занялось разработкой научно обоснованных методов выхаживания недоношенных детей. Лишь четырьмя годами позже доктором А. Л. Владыкиным было открыто первое в России отделение для новорождённых при Императорском клиническом повивально-гинекологическом институте. Ассоциация приюта с Оспопрививальным институтом позволила В. О. Губерту обосновать необходимость и возможность прививки против натуральной оспы уже на первом году жизни ребёнка, что имело решающее значение в деле борьбы с этой опаснейшей инфекцией.